# Amington and Stoneydelph
Amington and Stoneydelph var en civil parish 1866–1935 när det uppgick i Amington och Wilnecote and Castle Liberty, i grevskapet Warwickshire (nu Staffordshire), i England. Civil parish hade 1 506 invånare år 1931.